# Oryzias uwai
Oryzias uwai är en fiskart som beskrevs av Roberts, 1998. Oryzias uwai ingår i släktet Oryzias och familjen Adrianichthyidae. Inga underarter finns listade i Catalogue of Life.